# Oreokera
Oreokera é um género de gastrópode  da família Charopidae.
Este género contém as seguintes espécies:
- Oreokera cumulus
- Oreokera nimbus